# Орметі
Орметі (груз. ორმეთი) — село в Грузії.
За даними перепису населення 2014 року в селі проживає 224 особи.